# 华木槿
华木槿（学名：Hibiscus sinosyriacus）为锦葵科木槿属下的一个种。

## 扩展阅读
- 維基物種上的相關：华木槿